# 庫氏異胎䲁
庫氏異胎䲁（學名：Heteroclinus kuiteri），為輻鰭魚綱䲁形目胎䲁科異胎䲁屬的一個種，由Douglas F. Hoese和Denise S. Rennis於2006年描述，分布於東印度洋西澳大利亞埃斯佩蘭斯至南澳大利亞維多利亞州林肯港海域，深度5至13公尺，本魚體延長，眼眶上方及鼻孔有觸鬚，體色多變，從均勻的棕色到有明顯圖案，通常背部為深棕色，從眼睛後面延伸出一條寬闊的棕色和白色雜色中側條紋，在尾部分成長方形斑塊，有時身體上有8條深棕色不規則垂直條紋，通常鼻子和頭頂為白色，胸鰭上通常有一個大的深色斑，背鰭硬棘32-34枚、背鰭軟條2至4枚、臀鰭硬棘1枚、臀鰭軟條21-24枚，體長可達6公分，棲息在藻類生長的礁石區，雌魚產附著性卵，雄魚會守護卵，幼魚為浮游性，生活習性不明。